# Adwokat i róże
Adwokat i róże – komedia składająca się z 3 aktów autorstwa Jerzego Szaniawskiego z 1929. Jeden z najwybitniejszych dramatów dwudziestolecia międzywojennego. Szaniawski za ten dramat został nagrodzony Państwową Nagrodą Literacką w 1930.

## Opis fabuły
Głównym bohaterem utworu jest zgorzkniały mecenas Wilcher, który obecnie – na emeryturze – zajął się hodowlą róż. Od dziesięciu już lat nie pracuje w zawodzie, który przyniósł mu sławę, a teraz poświęca się nowej pasji. Wyhodował różę, którą nazwał imieniem swojej żony Doroty i za którą zdobył nagrodę. Z czasem jednak miłość do żony przygasła.
Wilcher podejrzewa, że ktoś w jego ogrodzie kradnie róże. Podczas zasadzki złodziej zostaje aresztowany, a jeden z funkcjonariuszy zostaje ciężko ranny. Niedługo później do mecenasa przychodzi jego dawna klientka, obecnie dystyngowana dama, która jest matką schwytanego złodzieja i prosi swojego adwokata, by pomógł jej synowi. Wilcher ma dylemat moralny. Po pierwsze, podejrzewa, że domniemany złodziej może być w rzeczywistości kochankiem jego żony, który się do niej zakradał, a po drugie, aresztowany jest posądzany o popełnienie przestępstwa na posesji adwokata. Chociaż Wilcher jest doświadczonym prawnikiem, dopiero sytuacja, w jakiej się obecnie znalazł, będzie dla niego życiowym egzaminem.
Tak jak w innych utworach Szaniawskiego bohaterowie ukazani są w filozoficznej zadumie.

## Ważniejsze realizacje teatralne
- 1929 (18 stycznia), premiera w Teatrze Nowym w Warszawie
- 1947, Teatr Miejski w Lublinie, reż. Gustawa Błońska (wyst. m.in. Antoni Różycki, Tamara Pasławska, Józef Kondrat)
- 1948, Teatry Dramatyczne (Stary Teatr) w Krakowie, reż. Maryna Broniewska (w obsadzie: Józef Karbowski, Aleksandra Śląska, Adam Hanuszkiewicz)
- 1965, Teatr Telewizji, reż. Andrzej Łapicki (wyst. Jan Świderski, Halina Mikołajska, Antonina Gordon-Górecka, Zbigniew Zapasiewicz, Andrzej Antkowiak, Ryszard Pietruski, Henryk Borowski), Andrzej Zaorski)[3]
- 1968, Scena PWSFTviT w Łodzi, reż. Maria Kaniewska (w obsadzie: Edward Wnuk, Ilona Bartosińska, Jerzy Grałek, Mieczysław Gajda, Lech Łotocki)
- 1988, Teatr Polski w Warszawie, reż. Jan Bratkowski, (w obsadzie: Mieczysław Voit, Ewa Domańska, Michał Maciejewski, Andrzej Szczepkowski)
- 1997, Teatr Współczesny w Warszawie, reż. Zbigniew Zapasiewicz (w obsadzie: Z. Zapasiewicz, Piotr Adamczyk, Olga Sawicka, Marek Bargiełowski, Janusz Rafał Nowicki, Bronisław Pawlik, Jacek Rozenek)
- 2004, Teatr Telewizji, reż. Jan Englert (wyst. J. Englert, Beata Ścibakówna, Gabriela Kownacka, Dominika Ostałowska, Adam Woronowicz, Michał Żebrowski, Jerzy Trela, Jarosław Gajewski, Stanisław Brudny, Robert Jarociński)[4]